# A Dry White Season
A Dry White Season is een Amerikaanse historische thriller-dramafilm uit 1989 onder regie van Euzhan Palcy. Deze baseerde het verhaal op dat uit het gelijknamige boek van André Brink (originele titel n Droë wit seisoen) over het apartheidsregime in Zuid-Afrika.
Acteur Marlon Brando werd voor zijn bijrol als advocaat Ian McKenzie genomineerd voor onder meer een Academy Award, een Golden Globe en een BAFTA Award. De film zelf werd genomineerd voor een Political Film Society Award.

## Verhaal
De blanke Ben du Toit (Donald Sutherland) is een gefortuneerde man die met zijn echtgenote Susan (Janet Suzman) een comfortabel leven leidt in zijn riante huis in het Zuid-Afrika van 1976. Hij heeft een vriendschappelijke band met zijn zwarte tuinman Gordon Ngubene (Winston Ntshona) en diens zoontje Jonathan is goede maatjes met Du Toits zoontje Johan. De gekleurde bevolking van het land wordt niettemin grootscheeps onderdrukt onder het apartheidsregime en elke vorm van protest hiertegen wordt met harde hand neergeslagen.
Bij een van de zwarte, vreedzame en ongewapende protesten worden verschillende demonstranten doodgeschoten. Jonathan verdwijnt hierbij spoorloos. Later wordt Ngubene gemeld dat zijn zoon is omgekomen bij de rellen en daarop begraven. Waar hij ligt, is niet bekend. Kort daarop zoekt een gekleurd jongetje Ngubene en diens vrouw Emily (Thoko Ntshinga) op die ook bij de demonstratie aanwezig was. Hij vertelt zeker te weten dat Jonathan niet tijdens de rellen zelf omgekomen kan zijn omdat die nadien in een cel naast hem opgesloten zat.
Ngubene vertelt over het voorval aan Du Toit, maar deze wenst zich niet te mengen in de rassenpolitiek van het land. De tuinman laat zich niet ontmoedigen en gaat daarom zelf op zoek naar het lichaam van zijn zoon. Dit valt niet in goede aarde en enkele dagen later wordt hij zelf opgepakt 'voor verhoor'. Een paar dagen later is ook Ngubene zelf dood. Volgens de officiële lezing heeft hij zichzelf verhangen in zijn cel.
Du Toit heeft zijn bedenkingen en haalt daarom gekleurde vrienden van Ngubene over hem naar diens lijk te brengen. Dit blijkt in zo een toegetakelde staat, dat direct duidelijk is dat er geen sprake is van zelfmoord. Do Toit neemt daarom advocaat Ian McKenzie (Marlon Brando) in de hand om via gerechtelijke weg voor hemzelf en Emily te achterhalen wat de rol van verhoorder Captain Stolz (Jürgen Prochnow) is geweest in Ngubenes overlijden. McKenzie toont schijnbaar onomstotelijk aan dat Ngubene zo verschrikkelijk verminkt is, dat hij dit nooit zelf kan hebben gedaan. De rechter doet niettemin uitspraak dat de rechtszaak bewijst dat Stolz en consorten geen schuld dragen. Hierdoor gaan Du Toits ogen definitief open voor de corrupte maatschappij waarin hij leeft.
Du Toit laat het er niet bij zitten en wil met de hulp van journaliste Melanie Bruwer (Susan Sarandon) Stolz' wandaden openbaar en omstotelijk zwart op wit krijgen. Hierdoor scheurt zijn gezin in tweeën, want waar Johan zijn vader volgt, vinden zijn echtgenote Susan en dochter Suzette (Susannah Harker) dat hij door de gekleurden te helpen 'zijn eigen volk' verraadt. Bovendien schuwen Stolz en zijn divisie intimidatie, geweld en moord niet om Du Toit en Johan te dwarsbomen.

## Rolverdeling
| Acteur          | Personage       |
| --------------- | --------------- |
| Zakes Mokae     | Stanley Makhaya |
| David de Keyser | Susans vader    |
| Leonard Maguire | Bruwer          |
| Gerard Thoolen  | Kolonel Viljoen |
| Andrew Whaley   | Chris           |
| John Kani       | Julius          |
| Sophie Mgcina   | Margaret        |
| Tinashe Makoni  | Robert          |
| Precious Phiri  | Wellington      |
| Richard Wilson  | Cloete          |
| Derek Hanekom   | Viviers         |
| Ronald Pickup   | Louw            |
| Paul Brooke     | Dr. Herzog      |